# Brives
Brives – miejscowość i gmina we Francji, w Regionie Centralnym, w departamencie Indre.
Według danych na rok 1990 gminę zamieszkiwało 191 osób, a gęstość zaludnienia wynosiła 10 osób/km² (wśród 1842 gmin Regionu Centralnego Brives plasuje się na 948. miejscu pod względem liczby ludności, natomiast pod względem powierzchni na miejscu 691.).